# 191282 Feustel
191282 Feustel este un asteroid din centura principală de asteroizi.

## Descriere
191282 Feustel este un asteroid din centura principală de asteroizi. A fost descoperit pe 22 martie 2003 la Observatorul Kleť, în cadrul proiectului KLENOT. Asteroidul prezintă o orbită caracterizată de o semiaxă mare de 2,47 ua, o excentricitate de 0,15 și o înclinație de 2,6° în raport cu ecliptica.